# Kanton La Salvetat-sur-Agout

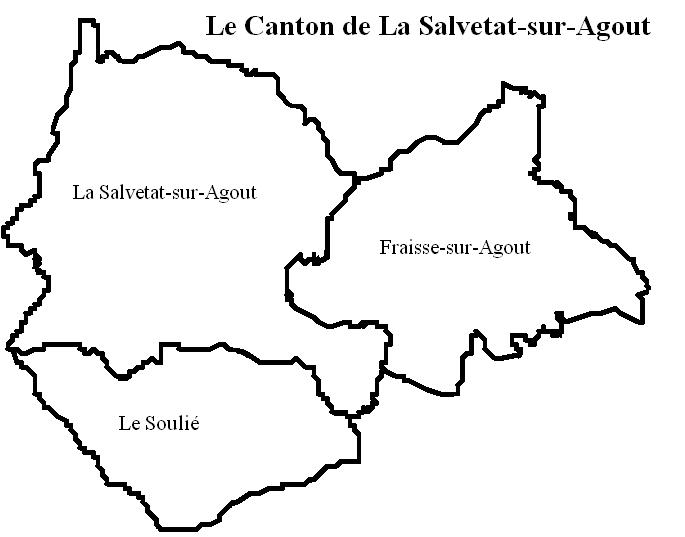
Die Gemeinden im Kanton

Der Kanton La Salvetat-sur-Agout war bis 2015 ein französischer Wahlkreis im Arrondissement Béziers, im Département Hérault und in der früheren Region Languedoc-Roussillon. Er hatte 1573 Einwohner (Stand: 1. Januar 2012). Vertreter im Generalrat des Départements war zuletzt von 1992 bis 2015 Francis Cros (PS).

## Gemeinden
Der Kanton umfasste drei Gemeinden:
| Gemeinde              | Einwohner Jahr | Fläche km² | Bevölkerungsdichte | Code INSEE | Postleitzahl |
| --------------------- | -------------- | ---------- | ------------------ | ---------- | ------------ |
| Fraisse-sur-Agout     | 343 (2013)     | 58,46      | 6 Einw./km²        | 34107      | 34330        |
| La Salvetat-sur-Agout | 1113 (2013)    | 87,55      | 13 Einw./km²       | 34293      | 34330        |
| Le Soulié             | 117 (2013)     | 40,44      | 3 Einw./km²        | 34305      | 34330        |